# Логан (округ, Небраска)
Шаблон:StateAbbr_ 41°34′ пн. ш. 100°29′ зх. д. / 41.56° пн. ш. 100.48° зх. д.
Округ Лоґан (англ. Logan County) — округ (графство) у штаті Небраска, США. Ідентифікатор округу 31113.

## Історія
Округ утворений 1885 року.

## Демографія
За даними перепису 
2000 року 
загальне населення округу становило 774 осіб, усе сільське.
Серед мешканців округу чоловіків було 385, а жінок — 389. В окрузі було 316 домогосподарств, 229 родин, які мешкали в 386 будинках.
Середній розмір родини становив 2,95.
Віковий розподіл населення поданий у таблиці:
| Стать    | До 15 років | 15-21 | 22-29 | 30-39 | 40-49 | 50-65 | 65-85 | Понад 85 |
| -------- | ----------- | ----- | ----- | ----- | ----- | ----- | ----- | -------- |
| Чоловіки | 72          | 43    | 25    | 38    | 77    | 72    | 54    | 4        |
| Жінки    | 78          | 39    | 18    | 44    | 74    | 58    | 68    | 10       |

## Суміжні округи
- Томас — північ
- Блейн — північний схід
- Кастер — схід
- Лінкольн — південь
- Макферсон — захід

## Виноски
1. ↑  US Decennial Census. Бюро перепису населення США. Архів оригіналу за 19 липня 2018. Процитовано 9 грудня 2014.
2. ↑  Historical Census Browser. University of Virginia Library. Архів оригіналу за 11 серпня 2012. Процитовано 9 грудня 2014.
3. ↑  Population of Counties by Decennial Census: 1900 to 1990. US Census Bureau. Архів оригіналу за 27 квітня 2015. Процитовано 9 грудня 2014.
4. ↑  Census 2000 PHC-T-4. Ranking Tables for Counties: 1990 and 2000 (PDF). US Census Bureau. Архів оригіналу (PDF) за 18 грудня 2014. Процитовано 9 грудня 2014.
5. ↑  State & County QuickFacts. US Census Bureau. Архів оригіналу за 7 червня 2011. Процитовано 21 вересня 2013.(англ.) Наведено за англійською вікіпедією.
6. ↑  American FactFinder. Бюро перепису населення США. Архів оригіналу за 26 лютого 2012. Процитовано 31 січня 2008.

| США | Це незавершена стаття з географії США. Ви можете допомогти проєкту, виправивши або дописавши її. |